# Campeonato Europeo de Atletismo en Pista Cubierta de 2007
El XXIX Campeonato Europeo de Atletismo en Pista Cubierta se celebró en Birmingham (Reino Unido) entre el 14 y el 4 de marzo de 2007 bajo la organización de la Asociación Europea de Atletismo (AEA) y la Organización de Atletismo del Reino Unido.
Las competiciones se llevaron a cabo en la National Indoor Arena. Participaron 587 atletas de 45 federaciones nacionales afiliadas a la AEA.

## Resultados

### Masculino
| Evento                    | Oro                                                                     | Plata                                                                                | Bronce                                                                                |
| ------------------------- | ----------------------------------------------------------------------- | ------------------------------------------------------------------------------------ | ------------------------------------------------------------------------------------- |
| 60 m (04.03)              | Jason Gardener Reino Unido 6,51 s                                       | Craig Pickering Reino Unido 6,59 s                                                   | Ronald Pognon Francia 6,60 s                                                          |
| 400 m (03.03)             | David Gillick Irlanda 45,52                                             | Bastian Swillims · Alemania · 45,62                                                  | Robert Tobin Reino Unido 46,15                                                        |
| 800 m (04.03)             | Arnoud Okken · Países Bajos · 1:47,92                                   | Miguel Quesada · España · 1:47,96                                                    | Maurizio Bobbato · Italia · 1:48,71                                                   |
| 1500 m (04.03)            | Juan Carlos Higuero · España · 3:44,41                                  | Sergio Gallardo · España · 3:44,51                                                   | Arturo Casado · España · 3:44,73                                                      |
| 3000 m (03.03)            | Cosimo Caliandro · Italia · 8:02,44                                     | Bouabdellah Tahri Francia 8:02,85                                                    | Jesús España · España · 8:02,91                                                       |
| 60 m vallas (02.03)       | Gregory Sedoc · Países Bajos · 7,63                                     | Marcel van der Westen · Países Bajos · 7,64                                          | Jackson Quiñónez · España · 7,65                                                      |
| Salto de altura (04.03)   | Stefan Holm · Suecia · 2,34 m                                           | Linus Thörnblad · Suecia · 2,32 m                                                    | Martyn Bernard Reino Unido 2,29 m                                                     |
| Salto con pértiga (03.03) | Danny Ecker · Alemania · 5,71                                           | Denis Yurchenko · Ucrania · 5,71                                                     | Björn Otto · Alemania · 5,71                                                          |
| Salto de longitud (04.03) | Andrew Howe · Italia · 8,30                                             | Louis Tsátoumas · Grecia · 8,02                                                      | Salim Sdiri Francia 8,00                                                              |
| Salto triple (03.03)      | Phillips Idowu Reino Unido 17,56                                        | Nathan Douglas Reino Unido 17,47                                                     | Alexander Sergeyev · Rusia · 17,15                                                    |
| Peso (02.03)              | Mikulás Konopka · Eslovaquia · 21,57                                    | Pavel Lizhin · Bielorrusia · 20,82                                                   | Joachim Olsen Dinamarca 20,55                                                         |
| 4 × 400 m (04.03)         | Reino Unido Robert Tobin Dale Garland Philip Taylor Steve Green 3:07,04 | Rusia · Ivan Buzolin · Vladislav Frolov · Maxim Dildin · Artem Sergeyenkov · 3:08,10 | Polonia · Piotr Kędzia · Marcin Marciniszyn · Łukasz Pryga · Piotr Klimcsak · 3:08,14 |
| Heptatlón (04.03)         | Roman Šebrle · República Checa · 6.196 pts.                             | Alexander Pogorelov · Rusia · 6.127 pts.                                             | Andrei Krauchanka · Bielorrusia · 6.090 pts.                                          |

### Femenino
| Evento                    | Oro                                                                                           | Plata                                                                                   | Bronce                                                              |
| ------------------------- | --------------------------------------------------------------------------------------------- | --------------------------------------------------------------------------------------- | ------------------------------------------------------------------- |
| 60 m (04.03)              | Kim Gevaert · Bélgica · 7,12 s                                                                | Evgenia Poliakova · Rusia · 7,18 s                                                      | Daria Onyśko · Polonia · 7,20 s                                     |
| 400 m (03.03)             | Nicola Sanders Reino Unido 50,02                                                              | Ilona Usovich · Bielorrusia · 51,00                                                     | Olesia Zikina · Rusia · 51,69                                       |
| 800 m (04.03)             | Oxana Zbrozhek · Rusia · 1:59,23                                                              | Tetiana Petliuk · Ucrania · 1:59,84                                                     | Jolanda Čeplak Eslovenia 2:00,00                                    |
| 1500 m (03.03)            | Lidia Chojecka · Polonia · 4:05,13                                                            | Natalia Pantelieva · Rusia · 4:06,04                                                    | Olesia Chumakova · Rusia · 4:06,48                                  |
| 3000 m (04.03)            | Lidia Chojecka · Polonia · 8:43,25                                                            | Marta Domínguez · España · 8:44,40                                                      | Silvia Weissteiner · Italia · 8:44,81                               |
| 60 m vallas (02.03)       | Susanna Kallur · Suecia · 7,87                                                                | Alexandra Antonova · Rusia · 7,94                                                       | Kirsten Bolm · Alemania · 7,97                                      |
| Salto de altura (03.03)   | Tia Hellebaut · Bélgica · 2,05 m                                                              | Antonietta di Martino · Italia · 1,96 m                                                 | Ruth Beitia · España · 1,96 m                                       |
| Salto con pértiga (04.03) | Svetlana Feofanova · Rusia · 4,76                                                             | Yulia Golubchikova · Rusia · 4,71                                                       | Anna Rogowska · Polonia · 4,66                                      |
| Salto de longitud (03.03) | Naide Gomes Portugal 6,89                                                                     | Concepción Montaner · España · 6,69                                                     | Denisa Ščerbová · República Checa · 6,64                            |
| Salto triple (04.03)      | Carlota Castrejana Fernández · España · 14,64                                                 | Olesia Bufalova · Rusia · 14,50                                                         | Teresa Nzola Meso Ba Francia 14,49                                  |
| Peso (04.03)              | Assunta Legnante · Italia · 18,92                                                             | Irina Judoroshkina · Rusia · 18,50                                                      | Olga Riabinkina · Rusia · 18,16                                     |
| 4 × 400 m (04.03)         | Bielorrusia · Yuliana Yushanka · Irina Jliustava · Svetlana Usovich · Ilona Usovich · 3:27,83 | Rusia · Olesia Zikina · Natalia Ivanova · Zhanna Kashcheyeva · Natalia Antiuj · 3:28,16 | Reino Unido Emma Duck Nicola Sanders Kim Wall Lee McConnell 3:28,69 |
| Pentatlón (02.03)         | Carolina Klüft · Suecia · 4.944 pts.                                                          | Kelly Sotherton Reino Unido 4.927 pts.                                                  | Karin Rucxtuhl · Países Bajos · 4.801 pts.                          |

## Medallero
| Núm. | País            | Oro | Plata | Bronce | Total |
| ---- | --------------- | --- | ----- | ------ | ----- |
| 1    | Reino Unido     | 4   | 3     | 3      | 10    |
| 2    | Italia          | 3   | 1     | 2      | 6     |
| 3    | Suecia          | 3   | 1     | 0      | 4     |
| 4    | Rusia           | 2   | 9     | 4      | 15    |
| 5    | España          | 2   | 4     | 4      | 10    |
| 6    | Países Bajos    | 2   | 1     | 1      | 4     |
| 7    | Polonia         | 2   | 0     | 3      | 5     |
| 8    | Bélgica         | 2   | 0     | 0      | 2     |
| 9    | Bielorrusia     | 1   | 2     | 1      | 4     |
| 10   | Alemania        | 1   | 1     | 2      | 4     |
| 11   | República Checa | 1   | 0     | 1      | 2     |
| 12   | Irlanda         | 1   | 0     | 0      | 1     |
| 12   | Eslovaquia      | 1   | 0     | 0      | 1     |
| 12   | Portugal        | 1   | 0     | 0      | 1     |
| 15   | Ucrania         | 0   | 2     | 0      | 2     |
| 16   | Francia         | 0   | 1     | 3      | 4     |
| 17   | Grecia          | 0   | 1     | 0      | 1     |
| 18   | Dinamarca       | 0   | 0     | 1      | 1     |
| 18   | Eslovenia       | 0   | 0     | 1      | 1     |
|      | TOTAL           | 26  | 26    | 26     | 78    |